# Heinrich Thalboth
Heinrich Thalboth (* 15. Juli 1841 als Heinrich Rázga von Rasztoka in Prag; † 19. Jänner 1896 in Wien) war ein österreichischer Schauspieler, Regisseur und Dramatiker; seine weiteren Pseudonyme waren C. Simons; Themison; Themistius; Adam Balthasar von Werner und Gottfried Tilgner.

## Leben

### Familie
Der Vater von Heinrich Thalboth war Paul Rázga, ein evangelischer Pfarrer, der sich aktiv in der Gründung des Nationalvereins und der Organisation der Nationalgarde in Pressburg engagierte. 1849 wurde er, trotz der Bemühungen von Fürst Alfred I. zu Windisch-Graetz, der ihn kannte, aufgrund seines Geständnisses, die revolutionäre Bewegung (siehe Ungarische Revolution 1848/1849) unterstützt zu haben, zum Tode verurteilt und hingerichtet. 
Seine Mutter war Johanna Marie (geb. Luia, † 1854), eine gebürtige Dänin; er hatte noch zwei Brüder uns zwei Schwestern.
Seine Eltern wurde auf dem Gaistor-Friedhof in Pressburg beigesetzt.
Heinrich Thalboth war verheiratet und hatte einen Sohn, Victor Thalboth, der in Wien die von Heinrich Thalboth gegründete Theater- und Konzert-Agentur weiter leitete.
Die Beisetzung von Heinrich Thalboth erfolgte in der väterlichen Gruft in Pressburg.

### Werdegang
Der achtjährige Heinrich Thalboth fand sich nach dem Tod seines Vaters im Pressburger Waisenhaus wieder, bevor er von Verwandten in Pflege genommen wurde.
Nach dem Abschluss der Realschule in Wien trat er 1858 in die Technische Hochschule in Wien ein, verließ diese jedoch 1859, um als Freiwilliger in der österreichischen Armee im 55. Infanterie-Regiment zu dienen. Nach sechs Jahren Militärdienst begann er seine Karriere auf der Bühne und debütierte am 15. Mai 1865 im Deutschen Sommertheater als Heldendarsteller in Ofen. In den folgenden Jahren trat er in verschiedenen Städten wie Krems, Iglau, Karlsbad, Marburg und Teplitz auf, bevor er 1868 ein Engagement am Theater an der Wien unter Direktor Friedrich Strampfer annahm. Dort war er bis 1877 tätig und wirkte als Schauspieler, Regisseur und Sekretär.
Seine administrativen Fähigkeiten zeigten sich besonders in seiner Zeit am Wiener Stadttheater (siehe Ronacher) von September 1877 bis Mai 1884, wo er bedeutende Beiträge zur Reorganisation des technischen Personals und des Theaterhaushalts leistete. Nach dem Brand des Stadttheaters kehrte Heinrich Thalboth an das Theater an der Wien zurück. Während der Kunst- und Theaterausstellung in Wien 1892 übernahm er die Leitung des Ausstellungstheaters, wo seine Sprachkenntnisse und sein organisatorisches Talent entscheidend zum Erfolg der Bühne beitrugen; auf der Bühne traten Künstler verschiedener Nationen auf.
Im Mai 1893 feierte Thalboth sein 25-jähriges Bühnenjubiläum, was ihm zahlreiche Auszeichnungen und Anerkennung einbrachte. Seine letzte berufliche Station war als Direktionssekretär beim Raimundtheater, von der er jedoch aufgrund gesundheitlicher Probleme nach kurzer Zeit zurücktreten musste. Heinrich Thalboth verbrachte die letzten Jahre seines Lebens in Zurückgezogenheit und starb am 19. Jänner 1896 in Wien.
Obwohl seine schauspielerischen Leistungen, vorwiegend in Chargenrollen, nicht als herausragend galten, hob sich seine Arbeit im administrativen Bereich hervor. Thalboth war für seine umfassende Bildung, sein Verständnis für die Anforderungen des Theaters und seine ausgeprägten Sprachkenntnisse bekannt, die ihn zu einer wertvollen Unterstützung für jeden Theaterdirektor machten. 
Als Theaterdichter verfasste er verschiedene Schauspiele, Charaktergemälde und Possen, die zwar keinen hohen poetischen Wert beanspruchen konnten, jedoch als Ausdruck eines ehrlichen und gesunden Strebens Anerkennung fanden. Zu seinen bekanntesten Werken zählen unter anderem Ein wahrer Demokrat, Die lustigen Weiber von Wien und Unser Volk in Waffen. Eine seiner letzten Schöpfungen war die Gesangsburleske Unser Wien im XX. Jahrhundert, die 1891 im Carltheater aufgeführt wurde. Darüber hinaus übersetzte er zahlreiche französische Stücke und bearbeitete sie für die Wiener Verhältnisse. 

## Bühnenstücke (Auswahl)
- Eine Kleinigkeit, Posse mit Gesang. Wien, 1885.
- Heinrich Thalboth; F. Antony: Unser Wien im XX. Jahrhundert, Posse in 5 Akten von Heinrich Thalboth und F. Antony. 1891.
- Ein wahrer Demokrat.
- Die lustigen Weiber von Wien.
- Unser Volk in Waffen.
- Ein alter Hallodri.
- Gebrandmarkt.